# Кабаты (станция метро)
«Каба́ты» (пол. Kabaty) (код станции A-1) — конечная станция Варшавского метрополитена. Находится в районе Кабаты дзельницы Урсынув. Расположена под аллеей Комиссии Народного Образования, между улицами Вонвозова и Телеки.
Открыта 7 апреля 1995 года в составе первого пускового участка Варшавского метрополитена «Кабаты» — «Политехника».

## Название
Первоначально предполагалось название «Натолин» (пол. Natolin). Нынешнее название присвоено решением Национального совета столичного города Варшавы 16 декабря 1983 года. Впоследствии название «Натолин» было присвоено другой станции первого пускового участка.

## Подземные сооружения
Односводчатая станция мелкого заложения. Проект станции выполнила группа архитекторов под руководством архитектора Ясны Стшалковска-Рышки. Имеется одна платформа островного типа, длиной 120 метров и шириной 10 метров. Площадь станции составляет 14250 м², кубатура 59600 м³.
Станция имеет бело-серо-голубую раскраску. Лифты для инвалидов находятся с северной стороны станции, на улице Вонзововой, а также по обеим сторонам аллеи Комиссии Народного Образования. На уровне −1 располагаются подземные переходы, пункты обслуживания пассажиров и билетные турникеты. На уровень перрона (−2) можно спуститься по эскалатору или на лифте.
Станция, в случае необходимости, может служить убежищем гражданского населения. Для этого у каждого выхода со станции установлены гермозатворы.

### Расписание отправления поездов
Первый поезд в направлении Млоцин отходит в 5:00, а последний в 0:10. В пятницу и субботу в 0:15.
Ночные поезда выходного дня в направлении Млоцин ходят с 0:15 до 2:30.

## Путевое развитие
Южнее станции расположен шестистрелочный оборотный тупик, продолжающийся в соединительную ветвь к электродепо «Кабаты». Перегон к электродепо является трёхпутным — помимо 3-го и 4-го станционных путей продолжается и 2-й главный путь.